# Marc-Antoine Olivier
Marc-Antoine Olivier (n. 18 iunie 1996, Denain, Nord-Pas-de-Calais, Franța) este un înotător francez, medaliat olimpic. A participat la 2 ediții ale Jocurilor Olimpice (2016, 2020) în care a câștigat o medalie de bronz.